# Roman de Fauvel

Fauvel als König
Detail aus fol. 15 der Handschrift BNF fr. 146

Der Roman de Fauvel ist eine aus 2 Büchern bestehende französische Versdichtung des 14. Jahrhunderts. Sie wird dem am Pariser Königshof tätigen Notar Gervès du Bus zugeschrieben und ist in 13 Handschriften aus dem 14. und 15. Jahrhundert überliefert.

## Bedeutung des Namens
Fauvel (von frz. fauve: fahlgelb; siehe auch Falbe), ein Pferd oder Esel, ist der Protagonist dieser Satire.
Der Name „Fauvel“ ist ein Akrostichon aus verschiedenen Lastern:
- Flaterie (Schmeichelei)
- Avarice (Geiz)
- U/Vilanie (Niederträchtigkeit)
- Variété (Unbeständigkeit)
- Envie (Neid)
- Lâcheté (Feigheit)

Darüber hinaus lässt er sich als Kontraktion der altfranzösischen Begriffe faus (falsch, schlecht) und vel (treulos / der Schein) deuten. Die Farbe fauve (falb), hat ebenfalls – vielleicht durch ihre Ähnlichkeit mit dem französischen Wort faus – seit dem 12. Jahrhundert eine negative Konnotation, die auf Scheinheiligkeit und Lüge verweist.

## Inhalt
Das erste Buch beschreibt den rasanten Aufstieg Fauvels: er verlässt seinen Pferdestall und wird mit Hilfe der Dame Fortune (Fortuna) zum mächtigen Herrscher. Weltliche und geistliche Machthaber, darunter der König und der Papst, pilgern zu ihm, streicheln und umschmeicheln ihn als das Symbol der Heuchelei und der Lüge. Die Welt, über die Fauvel herrscht, ist bestorné (verkehrt / falschherum): der König steht über dem Papst, die Frauen über den Männern, die Armen werden zu Reichen und der Mond gibt der Sonne ihr Licht. Die Zeit des Antichrist scheint angebrochen und der Weltuntergang nahe.

Das zweite Buch beginnt mit einer detailreichen Beschreibung des Hofes Fauvels im Palast Makrokosmos, zu dessen Bewohnern Charnalité (Fleischlichkeit), Avarice (Geiz), Envie (Neid), Haine (Gehässigkeit), Paresse (Faulheit), Gloutonnie (Gefräßigkeit), Ivresse (Betrunkenheit), Orgueil (Hochmut), Hypocrisie (Scheinheiligkeit), Vilenie (Niederträchtigkeit), Barat (Verrat), Tricherie (Mogelei), Parjure (Meineid), Hérésie (Ketzerei), Sodomie und andere gehören. Fauvel bittet Dame Fortune um ihre Hand, doch sie weist ihn zurück und schlägt ihm stattdessen vor, ihr Dienstmädchen, Vaine Gloire (eitler Ruhm) zu heiraten. Fauvel ist einverstanden und die Heirat findet statt. Unter den Hochzeitsgästen sind Fauvels Diener, die Laster, und die Tugenden. Nach der ausgiebigen Hochzeitsfeier zeugt das Paar viele Nachkommen, fauveaux, die bald ganz Frankreich beherrschen. Der Roman endet mit einem Gebet an die Lilie der Reinheit, welche die letzte und einzige Hoffnung Frankreichs ist.

## Die überlieferten Handschriften

Maskierte Spielleute
Detail aus fol. 36, BNF fr. 146

Es sind zwei unterschiedliche Versionen des Romans überliefert. Die frühere und kürzere aus dem Jahre 1314 besteht aus 2 Büchern und insgesamt 3280 octosyllabischen Versen (Buch 1: 1226 Verse, Buch 2: 2054 Verse). Sie ist in 12 vollständigen Handschriften sowie 2 Exzerpten erhalten. Die spätere und längere ist nur in einer einzigen Handschrift (BNF fr. 146) erhalten, hat aber – vor allem für die Musikwissenschaft – eine besondere Bedeutung: sie erweitert den Text nicht nur um Buchmalereien und verschiedene Versdichtungen, sondern auch um zahlreiche einstimmige und mehrstimmige Musikstücke. Diese bilden zusammengenommen das wichtigste Korpus einstimmiger und mehrstimmiger Musikstücke der französischen Ars Nova. Unter den Interpolationen sind auch einige Motetten, die dem bedeutenden Komponisten und Musiktheoretiker Philippe de Vitry zugeschrieben werden.

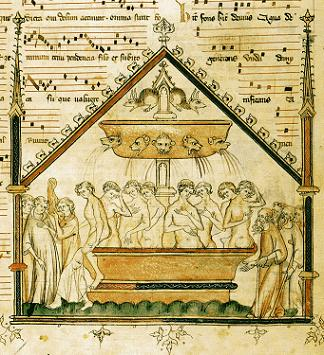
Jungbrunnen
Detail aus fol. 42, BNF fr. 146

Diese Fassung des Romans kann nicht vor der Krönung Philipps V. in Reims am 9. Januar 1317 zusammengestellt worden sein, da ein Vers einer der Interpolierungen sich auf „Phelippe qui regne ores“ bezieht. Eine andere Stelle, in dem lateinischen dit Hora rex es, verweist auf Ereignisse kurz nach Ostern (3. April) 1317. Nach dem neuesten Stand der Forschung wird die Entstehungszeit ins Frühjahr 1317 gelegt.

Chaillou de Pesstain wird am Ende des ersten Buches als Urheber der Interpolationen genannt: [C]i s’ensivent les addicions que mesire Chaillou de Pesstain ha mises en ce livre oultre les choses dessus dites qui sont en chant („Hier folgen die Zufügungen, mit denen Monsieur Chaillou de Pesstain dieses Buch versehen hat, zusätzlich zu den vorangehenden Musikstücken“). Möglicherweise handelt es sich bei Chaillou um Geoffroy Engelor, genannt Chalop, einem Notar, der von 1303 bis 1334 im französischen Kanzleigericht tätig war. Einige der Kompositionen aus BNF fr. 146 sind wohl von ihm selbst geschrieben, die meisten sind aber aus schon früher existierendem Repertoire entnommen.

BNF fr. 146 besteht aus 100 Folia. Vor der interpolierten Fassung des Romans von Gervès du Bus steht eine Complainte d’amour, daneben enthält die Handschrift noch acht französische und lateinische Versdichtungen über politische Ereignisse der Jahre 1314/15 bis 1317/18, 34 französische Lieder des Jehannot de Lescurel und eine anonyme Verschronik der Jahre 1300 bis 1316.